# Ben Ford (Squashspieler)
Ben Ford (* 17. Juni 1975 in London) ist ein englischer Squashspieler. 

## Karriere
Ben Ford begann seine Karriere im Jahr 2006 und gewann vier Titel auf der PSA World Tour. Seine beste Platzierung in der Weltrangliste erreichte er mit Rang 82 im Juni 2009. 2008 und 2009 gelang ihm die Qualifikation für das Hauptfeld der Weltmeisterschaft. Bei beiden Teilnahmen schied er in der ersten Runde aus, 2008 gegen James Willstrop und 2009 gegen Tarek Momen.

## Erfolge
- Gewonnene PSA-Titel: 3